# 沃爾茲鎮區 (印地安納州沃巴什縣)
沃爾茲鎮區（英語：Waltz Township）是位於美國印地安納州沃巴什縣的一個行政鎮區。

## 地方資料
根據2010年美國人口普查的數據，沃爾茲鎮區的面積為122.60平方千米，當中陸地面積為111.90平方千米，而水域面積為10.70平方千米。當地共有人口1287人，而人口密度為每平方千米10.5人。